# ميهايلو بتروفيتش
ميهايلو بتروفيتش (بالصربية: Михаило Петровић)‏ (Mihailo Petrović) (18 أكتوبر 1957 في بلغراد في صربيا – )؛ هو لاعب كرة قدم سابق كان يلعب كلاعب وسط. يلعب مع منتخب يوغوسلافيا لكرة القدم منذ عام 1980.

## مسيرته الكروية
لعب ميهايلو بتروفيتش خلال مسيرته الاحترافية مع 5 أندية في تسعة عشر موسمًا وسجل خلالها 14 هدفًا ضمن 448 مباراة. ولم يفز بأي موسم بالكأس أو بالدوري.
خاض ميهايلو بتروفيتش مسيرته مع نادي راد بيوغراد في موسم 1976–77 ولمدة موسمين، مشاركًا في 27 مباراة سجل خلالها هدفًا واحدًا. ثم انتقل إلى نادي النجم الأحمر بلغراد في موسم 1977–78 ولمدة موسمين، حيث شارك في 7 مباريات ولم يسجل أي هدف. لينتقل بعدها إلى نادي أولمبيا ليوبليانا في موسم 1978–79 ليلعب معه ستة مواسم، مشاركًا في 147 مباراة سجل خلالها 7 أهداف. ثم انتقل إلى نادي دينامو زغرب في موسم 1984–85 لمدة موسم واحد، مشاركًا في 34 مباراة ولم يسجل أي هدف. هذا وانتقل لاحقًا إلى نادي شتورم غراتس في موسم 1985–86 ليلعب معه ثمانية مواسم، مشاركًا في 233 مباراة سجل خلالها 6 أهداف.

## وصلات خارجية
- ميهايلو بتروفيتش على موقع قاعدة بيانات كرة القدم.إي يو (الإنجليزية)
- ميهايلو بتروفيتش على موقع ناشيونال فوتبول تيمز (الإنجليزية)
- ميهايلو بتروفيتش على موقع Soccerway.com (الإنجليزية)
- ميهايلو بتروفيتش على موقع عالم كرة القدم.نت (الإنجليزية)

- National Football Teams